# Alexandre Blain
Alexandre Blain (Aix-en-Provence, 7 marzo 1981) è un ex ciclista su strada francese, professionista dal 2008 al 2017. Dopo il ritiro dal ciclismo si è dedicato al duathlon e al triathlon.

## Palmarès
- 2005 (A.V.C. Aix-en-Provence)

4ª tappa Volta Ciclista Internacional a Lleida (Vigo > Tremp)
- 2007 (A.V.C. Aix-en-Provence)

Classifica generale Tour du Loir-et-Cher
Boucles Catalanes
2ª tappa Tour de Gironde (Le Taillan > Le Taillan)
4ª tappa Ronde de l'Oise (Villers-Saint-Paul > Liancourt)
- 2011 (Endura Racing, due vittorie)

7ª tappa Tour de Normandie (Gouville > Bagnoles-de-l'Orne)
Classifica generale Tour de Normandie
- 2012 (Endura Racing, una vittoria)

Rutland-Melton Classic
- 2013 (Team Raleigh, una vittoria)

3ª tappa Tour de Normandie (Le Thuit-Signol > Argentan)

### Altri successi
- 2011 (Endura Racing)

1ª tappa Czech Cycling Tour (cronosquadre)